# 治療塔
『治療塔』 (ちりょうとう) は大江健三郎の長編小説である。
月刊誌「へるめす」1989年7月号から1990年3月号に「再会、あるいはラスト・ピース」と題して連載され、その後1990年に岩波書店から出版された。2008年に講談社文庫に収録された。

## あらすじ
二十一世紀半ば、核兵器を使用した局地戦争、原子力発電所の事故、資源の枯渇、エイズや「新しい癌」の蔓延などにより地球は荒廃しきっていた。人類の文明を保存するために、世界各国・地域から選抜された百万人の「選ばれた者」が宇宙船団を組んで「古い地球」を棄て太陽系外に発見された「新しい地球」を目指して「大出発」していった。
日本の「選ばれた者」を率いるのはスターシップ公社・日本代表の木田隆である。その息子木田朔もスターシップのパイロットをつとめている。
スターシップの設計に携わった技術者で、癌を患っていたためにスターシップには乗船しなかった隆の兄・繁は「古い地球」に残された「落ちこぼれ」の生存のための「Ｋ・Ｓシステム」の原理を考案する。「Ｋ・Ｓシステム」とは高度に発達したテクノロジーを捨てて、小規模で簡易な中古機器の活用、個人の器用仕事（ブリコラージュ)で物事に対処しようとする考え方である。
「Ｋ・Ｓシステム」によって、「落ちこぼれ」たちによる「古い地球」での社会の再建は進んでいる。一方「選ばれた者」は「新しい地球」にたどり着いて開拓を試みたものの、自然環境が想定外に厳しかったことから定住を断念して「古い地球」に帰還してくる。
本作の語り手・リツコは繁・隆兄弟の姪、朔の従妹にあたる。彼女の両親は中東で核戦争により亡くなっている。スイスの全寮制の女子校で暮らしていたリツコは「大出発」の混乱期に命からがら日本に帰国し、祖母（繁・隆の母）と二人で東京の寂れた工業地帯に住み、器用仕事で中古機器のリサイクリングをする工場で働いている。
「新しい地球」から帰還したリツコの従兄・朔はリツコより十五歳年長であったが、輝くばかりに若々しくリツコと同年輩と言えるほどになっていた。リツコと朔は恋に落ち、リツコは朔との子を宿す。
帰還後の社会の支配層におさまり、効率的・合理的な産業社会を再建しようとするスターシップ公社の「選ばれた者」と、日本の各地のコンミューンをつくって自給自足的にくらす「落ちこぼれ」の間には齟齬が生じる。スターシップ公社の路線に懐疑的な朔はリツコとともに北軽井沢のコンミューンに一時身を隠す。コンミューンの集会で朔は「新しい地球」での出来事を公表する。
「新しい地球」では人間と同等かそれ以上の高度な知的生命体によって建造されたとしか考えられない「治療塔」と呼ばれる建造物が発見された。その建造物に入ると人間は治癒され若返ることが判明した。「選ばれた者」の多くは「治療塔」で新しい肉体を得た。信条から「治療塔」による肉体改造を拒否した一群もおり、彼らは「叛乱軍」となった。「新しい地球」の自然環境のあまりの過酷さと、「治療塔」による治癒を経た体ならば、棄ててきた「古い地球」の汚染された環境にも耐えられるだろうとの判断から、船団の「古い地球」への帰還が決定される。「叛乱軍」はそれを拒否して「新しい地球」にとどまることになった。
隆は、暫定的に「神」とでも呼ぶほかないものがいて、その意志が「治療塔」を用意して知的生物の「最後の作品（ラスト・ピース）」としての人類を生き延びさせようとしているならば、それを最大限に活用していくべきだと考える。そして「治療塔」により再生した肉体を持つ「選ばれた者」と「落ちこぼれ」とは集団として分離されているべきだと言う。一方、朔は「治療塔」抜きで生き延びている「落ちこぼれ」がいる以上「治療塔」を絶対視できないし、「選ばれた者」を分離したうえで社会的に優位に置くという考えにも賛同できない。
父と対立する朔は、コンミューンの全国ネットワークの組織に潜伏する。身重のリツコは祖母のもとに残ることになる。
リツコは隆から「治療塔」で人間が蘇生される過程を撮影したヴィデオを見せられる。そこに映る、長い宇宙航行とその後の過酷な自然環境の開拓で疲労困憊した人物を見て、見知らぬ惑星に抛り出さた棄て子のようだと感じ、「落ちこぼれ」だとと卑下していた自分たちよりも哀れであると感じる。そして彼が治癒されて新生する姿に感情を動かされて涙を流す。
「新しい地球」に準備された「宇宙の言葉」でイェーツの詩句が響く。
"He grows younger every second"《かれは刻一刻若がえってゆく》"He dreams himself his mother's pride, / All knowledge lost in trance / Of sweeter ignorance."《かれは夢みる母親の誇りの自分を/すべての知識は消えうせる、恍惚のなかに/より甘美な無知の。》
物語は次作『治療塔惑星』に続く。

## 登場人物
リツコ
物語の語り手。「落ちこぼれ」として「古い地球」に残留した若い女性。
木田朔
スターシップ公社代表の隆の息子でスターシップのパイロット。「新しい地球」で「治療塔」の治癒を受けて「古い地球」に帰還しリツコと結ばれる。
木田隆
スターシップ公社の日本代表。スターシップの「治療塔」の治癒を受けた「選ばれた者」で「古い地球」をエリート支配しようとする。
木田繁
科学者で隆の兄。スターシップの設計・製造に携わった。「古い地球」の再建のための「Ｋ・Ｓシステム」を考案した。

## 備考
大江は、本作と『治療塔惑星』はイェーツを「主題のイメージ化の支え」にしたと回想する。
安部公房は大江に対し「あれはSFではないんじゃないの」という反応を示したという。又、大江本人は後に女性を語り手とした事について触れ、ダンテにとってのベアトリーチェがそうだったように「イノセントな、明るく自立していて屈服しない、そういう女性像が、文学の世界でずっと書かれ続けてきたことにね、未来を予見させるものがないはずがない」と語っている。